# Ayşe Arman
Pour les articles homonymes, voir Arman (homonymie).
Ayşe Arman (née le 9 décembre 1969 à Adana) est une journaliste et actrice turque. Elle est connue pour ses prises de position publiques sur les droits LGBT en Turquie.

## Biographie
Ayşe Arman naît le 9 décembre 1969 à Adana, d'une mère allemande et d'un père turc et suit sa scolarité au lycée américain de Tarse. Elle s'inscrit dans un premier temps au département de radio-télévision de la faculté de communication de l'université d'Istanbul, mais, employée dans la rédaction de la revue Nokta Dergisi elle n'obtiendra son diplôme qu'en 2015. Elle rédige ses premiers éditoriaux à l'âge de 25 ans.
Elle écrit pour Hürriyet.